# МКС-4
МКС-4 — четвертий довготривалий екіпаж Міжнародної космічної станції. Екіпаж працював на борту МКС з 7 грудня 2001 року по 15 червня 2002 року.
Під час четвертої експедиції були прийнято: два шаттла, які доставили центральну секцію S0 Основної ферми ru, en, мобільний транспортер MT й мобільну систему обслуговування MBS; прийняті і розвантажені ТКГ «Прогрес М1-8» і вантажний модуль Леонардо; російська експедиція відвідування на кораблі «Союз ТМ-34» (з другим космічним туристом Марком Шаттлвортом). Було виконано цикл випробувань маніпулятора SSRMS, продовжені наукові дослідження з російською і американською програмами. Станція передана екіпажу 5-ї основної експедиції.

## Екіпаж
- (Роскосмос): Юрій Онуфрієнко (2)[3] — командир
- (НАСА): Деніел Бурш (5) — бортінженер
- (НАСА): Карл Волз (4) — бортінженер

### Дублюючий екіпаж
- (Роскосмос):Геннадій Падалка (2) — командир
- (НАСА): Стівен Робінсон (3) — бортінженер
- (НАСА): Едвард Фінк (1) — бортінженер[4]

## Параметри польоту
- Нахил орбіти — 51,6°
- Період обертання — 92,0 хв
- Перигей — 384 км
- Апогей — 396 км

## Виходи в космос
- 14—15 січня 2002 року, тривалість 6 годин 3 хвилини — астронавти Юрій Онуфрієнко і Карл Волз. Перенесення з гермоадаптера (ГА) PMA-1 і монтаж на стикувальний відсік (СО1) «Пірс» вантажної стріли ГСтМ-2, установка антени РЛС WA-3 (третя антена системи радіоаматорського зв'язку (РЛС або ARISS (від англ. Amateur Radio on the International Space Station)), установлена на агрегатному відсіку службового модуля і забезпечує роботу у діапазонах VHF і UHF[5]).
- 25 січня 2002 року, тривалість 5 годин 59 хвилин — астронавти Юрій Онуфрієнко і Деніел Бурш. Установка газозахисних пристроїв EPA (англ. Efflux Protection Assembly), апаратури «Платан-М» і антени РЛС WA-4 (четверта антена системи РЛС, що забезпечує роботу у короткохвильових діапазонах).
- 20 лютого 2002 року, тривалість 5 годин 49 хвилин — астронавти Карл Волз і Деніел Бурш. Підготовка до встановлення центральної секції S0 Основної ферми і перевірка робіт систем шлюзового відсіку (ШО) «Quest».

## Цікаві факти
- Під час другого виходу у космос (25 січня 2002 року, астронавти Юрій Онуфрієнко і Деніел Бурш), Бурш, дотримуючись правил екологічної гігієни, протирає свої рукавички рушником, який згодом потрапив у каталог космічних об'єктів Космічного командування США за номером 27328 та міжнародним позначенням 1998-067Q[6].